# Benjamin Ipavec
Benjamin Ipavec, slovenski skladatelj in zdravnik, * 24. december 1829, Šentjur (pri Celju), † 20. december 1908, Gradec.
Benjamin Ipavec, po nekaterih virih tudi Benjamin Ipavic je bil iz znane družine zdravnikov in glasbenikov, ki so pustili pomembne sledi v slovenski glasbeni kulturi. Medicino je študiral v Gradcu in na Dunaju, glasbo pa v Gradcu, kjer je bil med letoma 1871 in 1898 zaposlen kot zdravnik. Je brat skladatelja in zdravnika Gustava Ipavca. Benjamin je po skladateljskem slogu romantik, čeprav se naslanja tudi na klasicistične glasbene elemente. Najbolj znana je njegova Serenada za godalni orkester (ki služi kot aviso na programu Ars Radia Slovenije pri »Glasbeni jutranjici«), sicer pa je avtor mnogih vokalnih in klavirskih skladb, opere Teharski plemiči in operete Tičnik.

## Življenjepis bratov Ipavec
Življenje in delo Benjamina ter njegovega dve leti mlajšega brata Gustava Ipavca sta tesno povezana. Oba sta se šolala v Šentjurju in v Celju, pozneje pa v Gradcu, kjer sta tudi maturirala. Kasneje sta se vpisala na triletno zdravstveno šolo v Gradcu, kjer sta diplomirala. Študij sta nadaljevala na Dunaju. 
Po končanem šolanju je Benjamin dobil zaposlitev v Gradcu, kjer je ostal do upokojitve. Delal je tudi kot primarij v otroški bolnišnici. Hkrati je bil tudi član Društva zdravnikov na Štajerskem, leta 1881 pa celo predsednik tega društva. Njegov trud in napore je cenila tudi država, saj mu je podelila posebno priznanje, kasneje pa je dobil tudi zlati križec s krono. Organiziral je tudi rentgenski inštitut v Mariborski bolnišnici in je bil eden izmed prvih, ki se je lotil tudi težavnejših ginekoloških operacij. Brat Gustav se je po očetovem vzgledu ukvarjal z očesnim zdravstvom, vendar je slovel bolj kot zdravnik splošne prakse. Posebno vešč je bil tudi porodništva.

### Benjaminova in Gustavova ustvarjalnost
Med študijem sta se Benjamin in Gustav Ipavec tudi glasbeno izobraževala. Osnovno izobrazbo sta dobila doma, v Celju sta šolanje nadaljevala pri organistu Karlu Kopplu in pozneje pri bratih Vaclavu in Františku Fasslu, ki sta bila češkega rodu. 
Iz let, ko je živel v Celju, nam je ohranjena Benjaminova znana skladba - valček »Popki« (Knospen, Walzer für das Piano-Forte) iz leta 1843. Skromna skladba, ki pa kaže, da je Benjamin že obvladal osnove kompozicijskega stavka.
V Gradcu sta se brata Ipavca zbližala z narodno zavednimi slovenskimi visokošolci, združenimi v političnem društvu Slovenija. Leta 1850 je to društvo izbralo Benjamina za svojega glasbenega vodjo. Začel je skladati pesmi na slovenska besedila, da so jih v društvu prepevali: sprva narodno budniške zbore, pozneje tudi samospeve za boljše pevce iz zbora. Benjamin je na glasbenem področju sodeloval s celjsko in mariborsko čitalnico, bil med prvimi člani (1872) Glasbene Matice v Ljubljani in njen poverjenik za Štajersko. Leta 1859 je izdal pesmarico z naslovom »Pesmarica za kratek čas«, leta 1862 in 1864 pa »Slovenske pesmi«. V tem času je deloval kot skladatelj narodnoprebudnih pesmi in kot organizator slovenskega narodnega življenja. Njegova glasbena nadarjenost ga je privedla do soočanja z zahtevnejšimi glasbenimi oblikami. Posebno pomembno mesto imajo njegovi samospevi, ki jim je dal posebno umetniško veljavo. Sprva je komponiral samospeve na nemška besedila, že kmalu pa je posegel po slovenskih. Njegovi samospevi, kot so Nezakonska mati, Ciganka Marija, Menih, Oblaku, Mak žari, Čez noč, Na poljani, Božji volek, Pozabil sem mnogo kaj, dekle, Pomladni veter in drugi, so zimzelene melodije slovenske glasbe romantičnega obdobja. Benjamin je znal tudi prisluhniti otroškemu čustvovanju v vrsti otroških pesmic, ki so izšle v reviji Vrtec med letoma 1876 in 1881. Bolj priložnostne se zdijo njegove klavirske skladbe, ki so namenjene salonskemu razvedrilu, vendar med njimi najdemo tudi fugo ali fugeto. Dokaz Benjaminovih ambicij in vsestranskost njegovega talenta predstavlja tudi odrska glasba.
Gustav pa se je po krajšem bivanju v Budimpešti naselil v Šentjur, kjer je prevzel očetovo zdravniško prakso. Več desetletij je bil šentjurski župan. V zakonu s Karolino Amon iz Laškega je imel deset otrok, med njimi Josipa, poznejšega zdravnika in skladatelja. Organiziral je kulturno in gospodarsko življenje, sodeloval z Glasbeno Matico. Njegova velika zasluga je, da je postal Šentjur trdnjava slovenske narodne zavednosti.
Benjamin in Gustav Ipavec sta živela v času, ki je tudi na glasbenem področju zahteval stvaritve, potrebni so bili zbori, samospevi in sploh glasba, ki je imela primerno besedilo in ki je znala navdušiti poslušalce ter izražati njihovo slovensko pripadnost. Temu delu se je Gustav docela posvetil. Zato ne preseneča, da so v njegovem opisu ob nekaj klavirskih delih (Kadrilja za klavir) samo vokalne skladbe: četverospevi, zbori in samospevi. Njegove spevne melodije so se hitro priljubile po vsej Sloveniji in še danes niso izgubile svojevrstne mičnosti. Že njihovi naslovi so zgovorni: »Slovenec sem«, Slovensko dekle, Budnica, Planinska roža, Danici, O mraku, Kjer so moje rožice, Le predi, dekle itd... V osemdesetih letih je Gustav v Šentjurju ustanovil mešani zbor in zanj tudi komponiral.

### Kulturno delovanje Benjamina Ipavca
Benjamin je v Gradcu leta 1850 postal dirigent pevskega zbora društva Slovenija. Bil je med najbolj izpostavljenimi graškimi rodoljubi, saj se je s svojim zborom predstavil tudi na prvi javni besedi v Gradcu, v dvorani graškega Musikvereina na Burggasse. Hvaležni pevci so mu takrat izročili rubinasto-rdečo kupo za napisom: »B. Ipavcu, pevovodju prve besede v Gradcu dne 23. marca 1851«.
Za Benjamina je bila zelo pomembna tudi druga javna beseda v Gradcu, uprizorjena 15. junija 1851. Na tej besedi se je javnosti prvič predstavil kot zborovski skladatelj. Za to prireditev je za štiri moške glasove uglasbil Prešernovo besedilo pesmi »Zapuščena«. V naslednjih letih je prav tako nadaljeval z uglasbitvijo udarnih budnic, kot so Prešernova Zdravljica, Vodnikova Ilirija in Razlagova Domovini. Vendar je Benjamin sam dejal, da se nikoli ni želel postati politični glasbenik in da je vedno deloval samo za glasbo. 
Da je resničen domoljub, je dokazal, ko sta z bratom Gustavom izdala svojo promocijsko zbirko Pesmarica za kratek čas. Melodiji Premembe (Benjamin Ipavec) in Slovenske dežele (Gustav Ipavec) sta bili v 19. stoletju izjemno priljubljeni. Benjamin je dobro poznal slovensko književnost svojih sodobnikov, kar dokazuje njegov izbor pesmi za uglasbitev. Uglasbil je namreč tudi dela avtorjev Ljubljanskega zvona, ki so bili približno pol stoletja mlajši od njega: dela Otona Župančiča, Josipa Murna Aleksandrova, Alojza Gradnika. Prav tako blizu pa so mu bila dela Valentina Vodnika, Franceta Prešerna, Simona Gregorčiča, itn...
Če je Benjaminu dopuščal čas, se je udeleževal rodoljubnih manifestacij že, ko je kot zdravnik že delal v Gradcu. Pesmi, ki jih je uglasbil, so namreč požele veliko uspehov na taborih. Ob izteku dobe velikih zborovanj je bila Prešernova slavnost, na kateri je imel pomembno vlogo tudi Benjamin Ipavec, ki je za zbor uglasbil Stritarjevo pesem z naslovom Na Prešernovem domu. Kasneje, ob Prešernovem rojstnem dnevu, pa je Benjamin z zborom nastopil tudi v Ljubljanski čitalnici. 
Igor Grdina je dejal, da je Benjaminov glasbeni talent uspešno premoščal nazorske razlike med Slovenci, in jih celo uspel zedinjati ob skupnih kulturnih vrednotah. Njegova kantata je v tem smislu odigrala še posebej pomembno vlogo na proslavi Prešernovega rojstnega dne, saj so ji ploskali tako mlado- kot staroslovenci, ki so se sicer strinjali ob komajkateri stvari. V letih 1862 in 1864 je izdal tudi dva zvezka slovenskih skladb, ki, kot je dejal Igor Grdina, kar pokajo od domoljubja. Vendar sta se zbirki na žalost zelo slabo prodajali, saj so se slovenski izobraženci zelo navadili na nemško literaturo. 
Benjamin je bil leta 1872 celo med ustanovitelji Glasbene matice. Matični zbor je celo postal pojem vrhunske kvalitete na slovenskem koncertnem odru. Pri Glasbeni matici je Benjamin natsnil vrsto svojih skladb, samo leta 1877 so izšli 3 zvezki njegovih pesmi. V sedemdesteih letih je postal poverjenik Glasbene matice za Štajersko, leta 1880 pa je bil nagrajen z diplomo njegovega častnega člana.
Pomembno vlogo je imel Benjamin Ipavec ob postavitvi prvega slovenskega nacionalnega spomenika v Ljubljani – spomenika Valentina Vodnika. Na  sprejemu je bila namreč zaigrana njegova kantata poleg tega pa je bil še častni član na prireditvi. 
Vendar Benjamin Ipavec kljub pozni starosti ni prenehal z ustvarjanjem. Za Slovence je ključnega pomena ravno njegova opereta Tičnik (1866), saj je prva opereta v slovenščini. Leta 1890 pa je napisal tudi prvo slovensko, ne v celoti komponirano opero Teharski plemiči, ki je sicer požela velik uspeh (najbolj znana je postala podoknica grofa Urha »Tebi le se glasi, spev ljubeči moj«), vendar je bil Benjamin globoko razočaran nad neprijaznostjo in zavistjo drugih slovenskih skladateljev. Kasneje je njihovo ravnanje pokomentiral s stavkom: »Da, da, umetnost je lepa, a umetniki so svinje.«
Za Teharskimi plemiči je Benjaminova priljubljenost počasi upadala. Bil je skladatelj prejšnje generacije, hkrati pa se je tekom let spremil njegov način skladanja.

### Smrt bratov Ipavec
V začetku leta 1907 je Gustav Ipavec težko zbolel za vnetjem ledvic in vodenico. Večinoma se je zdravil sam, z nasveti pa mu je pomagal sin Josip, takrat že zdravnik v Šentjurju. Umrl je 20. avgusta 1908. Šentjurčani so mu priredili velik pogreb. 20. decembra 1908 pa je v Gradcu umrl Benjamin Ipavec. Pokopali so ga na šentlenarškem pokopališču.

## Opus
- Serenada za godalni orkester (1898)
- klavirske skladbe:
  - Poloneza (1900)
  - Mazurka (1900)
  - Fuga (1901)
- scenska glasba:
  - Teharski plemiči, opera (1892)
  - Tičnik, opereta (1866)
- vokalna glasba:
  - Na Prešernovem grobu, kantata (1872)
  - Vodniku, za zbor, soliste in klavir (1889)
  - zborovska glasba:
    - Pozabil sem mnogokaj, dekle (1901)
    - Ciganka Marija (1902)
    - Mak žarji (1906)
    - Oblaku (1903)
    - Menih (1905)
    - Na poljani (1908)